# Gabriel Lama
Gabriel Eduardo Lama Valenzuela (ur. 2 marca 1974) – chilijski judoka. Dwukrotny olimpijczyk. Odpadł w eliminacjach w Sydney 2000 i Atenach 2004. Walczył w wadze średniej.
Siódmy na mistrzostwach świata w 2003; uczestnik zawodów w 1997, 1999 i 2001. Startował w Pucharze Świata w latach 1996, 1998 i 2001-2004. 
Siódmy na igrzyskach panamerykańskich w 2003. Srebrny i brązowy medalista igrzysk Ameryki Południowej w 1998 i 2002. Zdobył pięć medali na mistrzostwach panamerykańskich w latach 1998 - 2002, a także dziewięć medali mistrzostw Ameryki Południowej.

## Letnie Igrzyska Olimpijskie 2000
| Konkurencja | Eliminacje            | Klas. końcowa |
| Konkurencja | Przeciwnik I          | Miejsce       |
| ----------- | --------------------- | ------------- |
| 90 kg       | Rasuł Salimow (AZE) P | I runda       |

## Letnie Igrzyska Olimpijskie 2004
| Konkurencja | Eliminacje          | Klas. końcowa |
| Konkurencja | Przeciwnik I        | Miejsce       |
| ----------- | ------------------- | ------------- |
| 90 kg       | Brian Olson (USA) P | I runda       |